# Erax tenuicornis
Erax tenuicornis là một loài ruồi trong họ Asilidae. Erax tenuicornis được Loew miêu tả năm 1848. Loài này phân bố ở vùng Cổ Bắc giới.